# Slag bij Thapsus

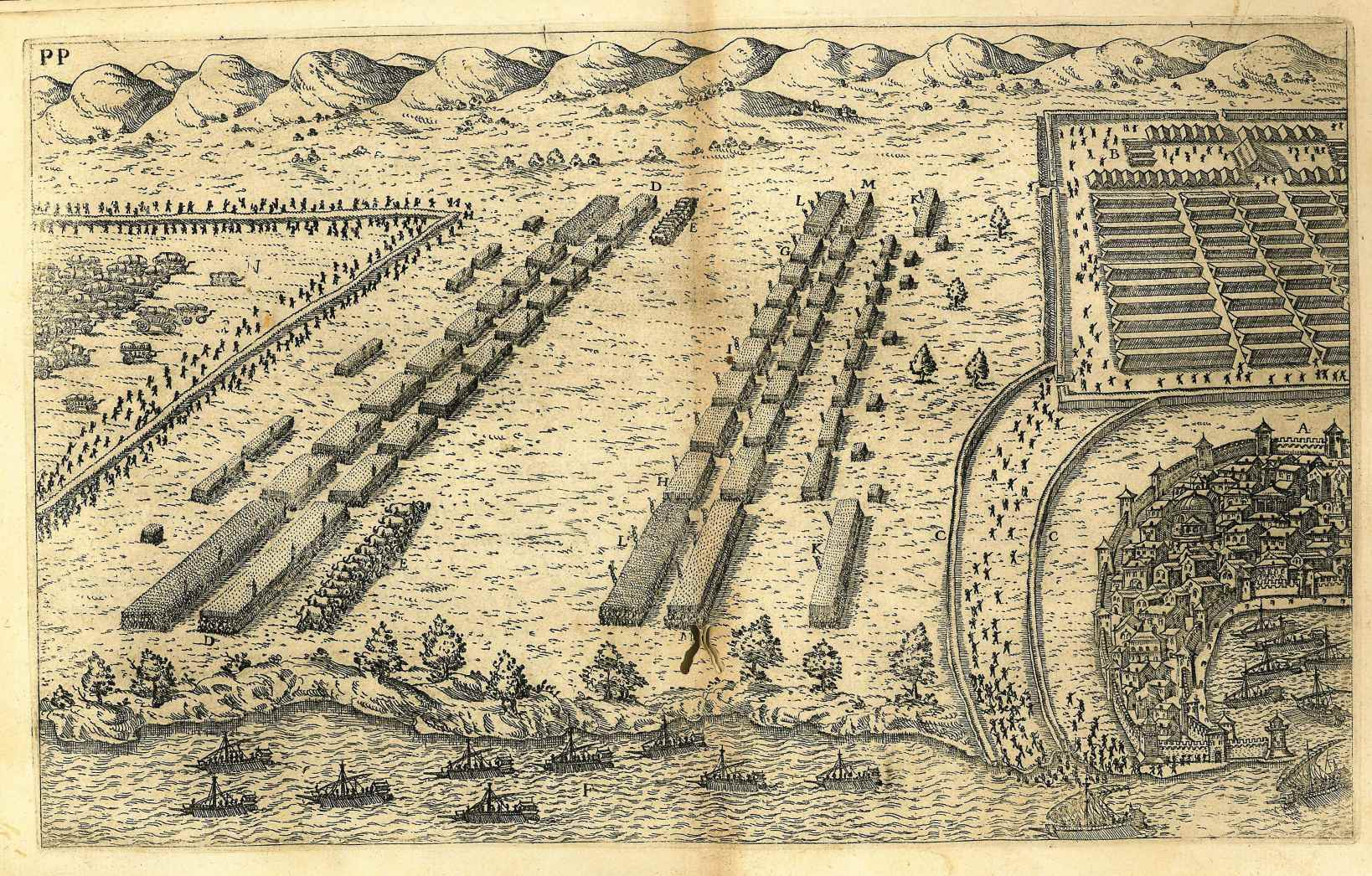
De Slag bij Thapsus, gravure naar Andrea Palladio

De Slag bij Thapsus vond plaats op 6 april, 46 v.C., en was een slag in de  burgeroorlog tussen Julius Caesar en zijn Populares en de conservatieve republikeinen (Optimates) onder leiding van Quintus Caecilius Metellus Scipio en Titus Labienus. Ook andere koningen en lokale patriarchen sloten zich met hun legers bij de pompeianen aan. Aldus slaagden de pompeianen er in om op korte tijd twee volledig uitgeruste legioenen te vormen. Samen met andere eenheden besloeg het pompeiaans-republikeinse leger zo'n 40.000 à 50.000 man, aangevuld met zo'n 60 olifanten.

## Aanloop
Caesar zag dat de belangrijkste verbindingslijn van de pompeianen Thapsus was, en daarom probeerde hij hen tot een slag te forceren, door de stad en haven te belegeren, door drie linies van versterkingen in het zuiden te bouwen. 
De pompeianen werden aldus gedwongen tot een veldslag, en naderden de stad Thapsus via het noorden.

## De slag
Caesar zette zijn eenheden op zijn klassieke manier op. Hij voerde de rechtervleugel aan, met het Tiende legioen (Legioen X), terwijl hij zijn ruiterij buiten bereik stelde van het zicht van de pompeianen, om mogelijk hun achterhoede aan te vallen.
Scipio voerde de pompeiaans-republikeinse legers aan. Hij stelde zijn olifanten op de linkervleugel op, tegenover Caesar. Deze laatste had ongeveer vijf cohorten in achterhoede genomen om de olifanten te kunnen afslaan. De slag begon toen de olifanten aanvielen, maar door de verwarring vielen ze niet de rechtervleugel (Caesar) aan, maar het centrum van de caesariaanse eenheden. Deze laatste slaagde erin om zeer dapper door te vechten, en door het afslaan van de olifanten ontstond er chaos. De olifanten keerden terug en richtten zich op de pompeiaans-republikeinse slaglinies. Dit veroorzaakte heel wat slachtoffers en een enorme chaos. Caesar profiteerde hiervan en stuurde zijn cavalerie achter het pompeiaanse leger. Ze vernielden de versterkingen en fortificaties van de pompeianen achter de pompeiaanse legers. Hierop vluchtte koning Juba I en zijn troepen van het slagveld. De uitkomst was nu definitief. Scipio had geen keus. Hij gaf zich met 10.000 van zijn loyaalste mannen over aan Caesar. Deze reageerde heel ongewoon en liet ze allemaal executeren.

Sommige historici menen dat Caesar tijdens de slag een epileptische aanval had gekregen, en dat hij daardoor niet helder bij geest was.

## Nasleep
Ook nu slaagden een paar pompeiaanse bevelhebbers, waaronder Labienus en de twee zonen van Pompeius, erin om te vluchten naar Hispania (Spanje). Ze overtuigden de caesariaanse legioenen van hun zaak, waarna ze weer een nieuwe Pompeiaans-Republikeinse opstand konden beginnen, resulterend in de slag bij Munda (45 v.Chr.).
Oorlogen van de Romeinse Republiek
· Romeins-Etruskische Oorlogen
· Romeins-Aequische Oorlogen
· Latijnse Oorlog
· Romeins-Hernicische Oorlogen
· Romeins-Volscische Oorlogen
· Samnitische oorlogen (Eerste, Tweede, Derde)
· Pyrrhische Oorlog
· Punische oorlogen (Eerste, Tweede, Derde)
· Illyrische Oorlogen (Eerste, Tweede, Derde)
· Macedonische Oorlogen (Eerste, Tweede, Derde, Vierde)
· Romeins-Seleucidische Oorlog
· Aetolische Oorlog
· Galatische Oorlog
· Romeinse Verovering van Hispania (Eerste Celtiberische Oorlog, Lusitanische Oorlog, Numantische Oorlog, Sertorische Oorlog, Cantabrische Oorlogen)
· Achaeïsche Oorlog
· Oorlog tegen Jugurtha
· Cimbrische Oorlog
· Servilische Oorlogen (Eerste, Tweede, Derde)
· Bondgenotenoorlog
· Sulla's Burgeroorlogen (Eerste, Tweede)
· Mithridatische oorlogen (Eerste, Tweede, Derde)
· Gallische Oorlog
· Romeinse expedities naar Britannia
· Burgeroorlog tussen Pompeius en Caesar
· Einde van de Republiek (Slag bij Mutina, Burgeroorlog tegen Brutus en Cassius, Siciliaanse Opstand, Perusiaanse Oorlog, Burgeroorlog tussen Antonius en Octavianus)
Oorlogen van het Romeinse Keizerrijk
· Germaanse Oorlogen (Teutoburgerwoud, Marcomannenoorlog, Alemannische Oorlogen, Gotische Oorlog, Visigotische Oorlogen)
· Romeinse verovering van Britannia
· Boudicca
· Armenische Oorlog
· Vierkeizerjaar
· Joodse Oorlog
· Romeins-Parthische Oorlog
· Romeins-Perzische oorlogen
· Burgeroorlogen van de derde eeuw
. Gotische oorlog (376-382)
. Gotische opstand van Alarik I
. Gildonische opstand
. Gotische oorlog (402-403)
. Pictische oorlog van Stilicho
. Oorlog van Heraclianus
. Oorlog van Radegaisus
. Rijnoversteek
. Romeinse Burgeroorlog 427-429
· Val van het West-Romeinse Rijk